# Dědo, slyšíš mě?
Dědo, slyšíš mě? (v anglickém originále Grampy Can Ya Hear Me) je 5. díl 29. řady (celkem 623.) amerického animovaného seriálu Simpsonovi. Scénář napsal Bill Odenkirk a díl režíroval Bob Anderson. V USA měl premiéru dne 5. listopadu 2017 na stanici Fox Broadcasting Company a v Česku byl poprvé vysílán 5. února 2018 na stanici Prima Cool.

## Děj
V den narozenin dědy Simpsona přijíždí rodina Simpsonových do Springfieldského planetária. V planetáriu sledují dokument o Velkém třesku, informace v dokumentu Lízu znepokojí a děda po ukázce výbuchu uteče.
Během cesty autem do Springfieldského domova důchodců si děda stěžuje na příliš tichou hudbu, kterou neslyší kvůli potížím se sluchem. V domově mu jeho společníci uspořádají malou oslavu a požádají ho, aby si něco přál. Starý Žid mu daruje naslouchadlo, které se Abeovi zalíbí, protože konečně dobře slyší.
Líza se domluví s Bartem, že se vloupou do školy, aby mohla opravit chybu ve svém domácím úkolu. Během vloupání sourozenci zjistí, že ve skladu bydlí ředitel Seymour Skinner. Skinner vypráví příběh o tom, jak před ním jeho matka Agnes tajila velké tajemství. Když byl mladý, podal přihlášku jako člen pochodové kapely na Ohijské státní univerzitě. Jeho matka Agnes Skinnerová mu lhala, že nebyl přijat. Skinner nedávno náhodou objevil dopis, ve kterém bylo psáno, že přijat byl.
U Simpsonových doma Abe díky naslouchadlu slyší, co si o něm Simpsonovi šeptají. Naštve ho to a řekne jim, že s nimi navždy skončil.
Té noci má Líza noční můru o budoucnosti: je zvolena prezidentkou USA, avšak je diskvalifikována za podvádění při písemce. Zděšeně se probudí. Skinnerovi se zdá, že se stal bubeníkem. Osamocený děda jde do hospody Veteráni nepopulárních válek, kde se barmanovi svěří se svými problémy.
Skinner jde na Ohijskou státní univerzitu, kde jim vypráví svůj příběh, ale je odmítnut, protože už je pozdě, a je nazván trapákem, což ho přesvědčí, aby celou záležitost probral s matkou.
Ve třídě se Líza přizná k podvodu učitelce Hooverové, ta o tom však věděla. Slečně Hooverové se nejedná o samotný podvod, ale žádá od ní chce nikotinové žvýkačky, které Bart během vloupání ukradl. Vyjde najevo, že je dal třídnímu křečkovi.
Seymour se tedy vydá do Springfieldu konfrontovat s matkou. Vztek ho přejde poté, co se před ním rozpláče a lituje svého činu. Matka souhlasí, že se za jeho podmínek může nastěhovat zpátky.
Mezitím Homerovi zavolá barman z Veteránů nepopulárních válek s tím, že dědu posílá zpátky domů a nepřeje si, aby ho tam někdo někdy posílal. Po příjezdu do domu Simpsonových Abe slyší, jak ho rodina postrádá. Ve skutečnosti však jen čtou scénář Marge a Lízy. Děda je rád, že rodině na něm konečně záleží, a Simpsonovi se k němu připojí a obejmou ho.
Doma u Skinnerových Seymour a Agnes společně sledují televizi a komentují dění na obrazovce.
Před závěrečnými titulky zazní píseň o Hansi Krtkovicovi.

## Přijetí
Dennis Perkins z webu The A.V. Club udělil dílu hodnocení B− a napsal: „Tak blízko, takhle. Dědo, slyšíš mě? dělá spoustu drobností dobře, zatímco celkově epizodu rozmělňuje asi v šesti různých vypravěčských směrech. Scénář, který byl připsán Billu Odenkirkovi, je plný (…) chytrých vedlejších gagů, přičemž se nikdy neusadí na jedné dějové linii na dostatečně dlouhou dobu, aby vytvořil uspokojivý celek, kterým se epizoda neustále snaží stát. Na rozdíl od běžné béčkové minusové epizody novodobých Simpsonových Dědo, slyšíš mě? bodá tím, že s několika úpravami mohl být skutečně solidní.“
Tony Sokol, kritik Den of Geek, ohodnotil díl 2,5 hvězdičkami z 5 s komentářem: „Dědo, slyšíš mě? je přinejlepším potlačovaný smích. Nepřejde od šepotu k výkřiku při zkouškách sluchu, které se konají ve Springfieldském domově důchodců, ale místo toho hvízdne jako balón, který nemá žádný význam. Dochází mu vzduch navzdory třem samostatným dějovým liniím.“
Dědo, slyšíš mě? dosáhl ratingu 1,3 s podílem 5 a sledovalo ho 2,86 milionu lidí, čímž se umístil na druhé příčce nejsledovanější pořadů toho večera na stanici Fox.